# Jaime Salinas Sedó
Jaime Salinas Sedó, né le 23 février 1936 à Lima et mort le 27 avril 2022 à Washington (district de Columbia), est un général de brigade péruvien, principalement connu pour une tentative de coup d'État dont il fut accusé en 1992 contre le président Alberto Fujimori et pour laquelle il fut condamné à huit ans de prison,. Son parcours porte en filigrane l'évolution des militaires vis-à-vis du pouvoir civil au Pérou et en Amérique Latine.

## Carrière des armes et carrière de pédagogue
Né à Lima le 23 février 1936. Il choisit la carrière des armes, et a de «brillants états de service». Nommé sous-lieutenant d'infanterie en 1959, il  poursuit ses études initiales menées dans les écoles militaires péruviennes, à l'École des Amériques aux États-Unis et à l’École supérieure de guerre, en France
À son retour, il reprend sa progression dans la hiérarchie militaire péruvienne, et devient un spécialiste de la formation des militaires. Il sert, entre autres, comme directeur de l'École d'infanterie, et comme directeur de l’école militaire de Chorrillos. Il est choisi comme Secrétaire général du Ministère de la Guerre, puis directeur de la planification et des opérations de l'armée. 
À la fin des années 1980 et début des années 1990, il devient général de la deuxième région militaire du Pérou, ce qui place une partie significative des troupes d'élite sous son commandement. Alberto Fujimori devient président de la République du Pérou, succédant à  Alan García. Jaime Salinas Sedó est nommé secrétaire général du ministère de la Défense, puis membre de l'état-major conjoint de l'Organisation interaméricaine de défense à Washington, éloigné ainsi des postes de commandement opérationnel.

## Tentative de coup d'état en novembre 1992
En 1992, le général Jaime Salinas Sedó est en retraite, depuis peu, quand un groupe d'officiers le contacte, malheureux du rôle que le président Alberto Fujimori avait fait joué à l'armée péruvienne durant la crise constitutionnelle en avril. Ces officiers veulent le retour à la démocratie et souhaitent exercer le droit à l'insurrection inscrit dans la Constitution de 1979 si celle-ci est menacée. Jaime Salinas Sedó anime quelques réunions pour évaluer la situation politique alors très tendue, déterminer comment contraindre le président à se retirer en faveur du vice-président et organiser le retour à la démocratie. 
Jaime Salinas Sedó et ses amis n'ont pas d'intention de s'emparer du pouvoir, mais de rétablir le jeu démocratique,. Ce groupe de  militaires échoue à arrêter Alberto Fujimori, réfugié, au moment décisif, à l'ambassade du Japon. Aucun coup de feu n'est tiré. Ils sont à leur tour arrêtés, torturés et condamnés quelques mois plus tard par un tribunal militaire siégeant dans une caserne de Lima. Jaime Salinas Sedó est considéré comme le cerveau de ce coup d'état avorté.
Le 14 juin 1995, il bénéficie d'une loi d'amnistie. Alberto Fujimori est finalement contraint de quitter le pouvoir en novembre 2000. En 2008,  le Procureur spécial chargé des Droits de l'Homme, Alex Diaz Perez, dénonce les arrestations effectués en novembre 1992 par Fujimori.

## L'Instituto  Latinoamericano de Estudios Civiles-Militares
Jaime Salinas Sedó devient le fondateur et président de l’Instituto  Latinoamericano de Estudios Civiles-Militares, ILACIM , lieu de réflexion, d'échanges et de formation sur les relations entre les militaires et le pouvoir. L'Amérique latine a été longtemps considéré comme un continent de dictature militaire. Le problème pour Jaime Salinas Sedó est dans l'éducation de ces militaires et dans les valeurs qu'on leur inculquent, mais aussi dans la prise en charge par le pouvoir civil des politiques de Défense et du contrôle des forces armées.

## Vie privée
Il est marié à Isabel López-Torres et à un fils, Jaime Salinas, né en 1963, homme politique péruvien.